# Neuvillers-sur-Fave
Pour les articles homonymes, voir Neuvillers et Fave (homonymie).
Neuvillers-sur-Fave est une commune française située dans le département des Vosges en région Grand Est.
Ses habitants sont appelés les Neuvillois.

## Géographie

### Localisation
Neuvillers est un petit village situé sur la Fave, entre Frapelle et Vanifosse.
| Nayemont-les-Fosses |                     | Frapelle      |
| Pair-et-Grandrupt   | Neuvillers-sur-Fave | Combrimont    |
|                     | Raves               | Bertrimoutier |

### Géologie et relief
Les « Vosges gréseuses » ou « Vosges moyennes » .
La vallée de la Fave, couvrant les communes de Bertrimoutier / Le Beulay / Combrimont / Frapelle / Lesseux / Lusse / Neuvillers-sur-Fave / Pair-et-Grandrupt / Provenchères-et-Colroy / Raves / Remomeix.

### Sismicité
Commune située dans une zone 3 de sismicité modérée.

### Hydrographie et les eaux souterraines
Hydrogéologie et climatologie : Système d’information pour la gestion des eaux souterraines du bassin Rhin-Meuse :
Territoire communal : Occupation du sol (Corinne Land Cover); Cours d'eau (BD Carthage),
Géologie : Carte géologique; Coupes géologiques et techniques,
 Hydrogéologie : Masses d'eau souterraine; BD Lisa; Cartes piézométriques.
La commune est située dans le bassin versant du Rhin au sein du bassin Rhin-Meuse. Elle est drainée par la Fave, la ruisseau la Morte, le ruisseau du Pain et le ruisseau la Grande Goutte,.
La Fave, d'une longueur totale de 22,2 km, prend sa source dans la commune de Lubine et se jette dans la Meurthe à Saint-Dié-des-Vosges, après avoir traversé onze communes.
La Morte, d'une longueur totale de 14,3 km, prend sa source dans la commune de La Croix-aux-Mines et se jette dans la Fave sur la commune, après avoir traversé six communes.

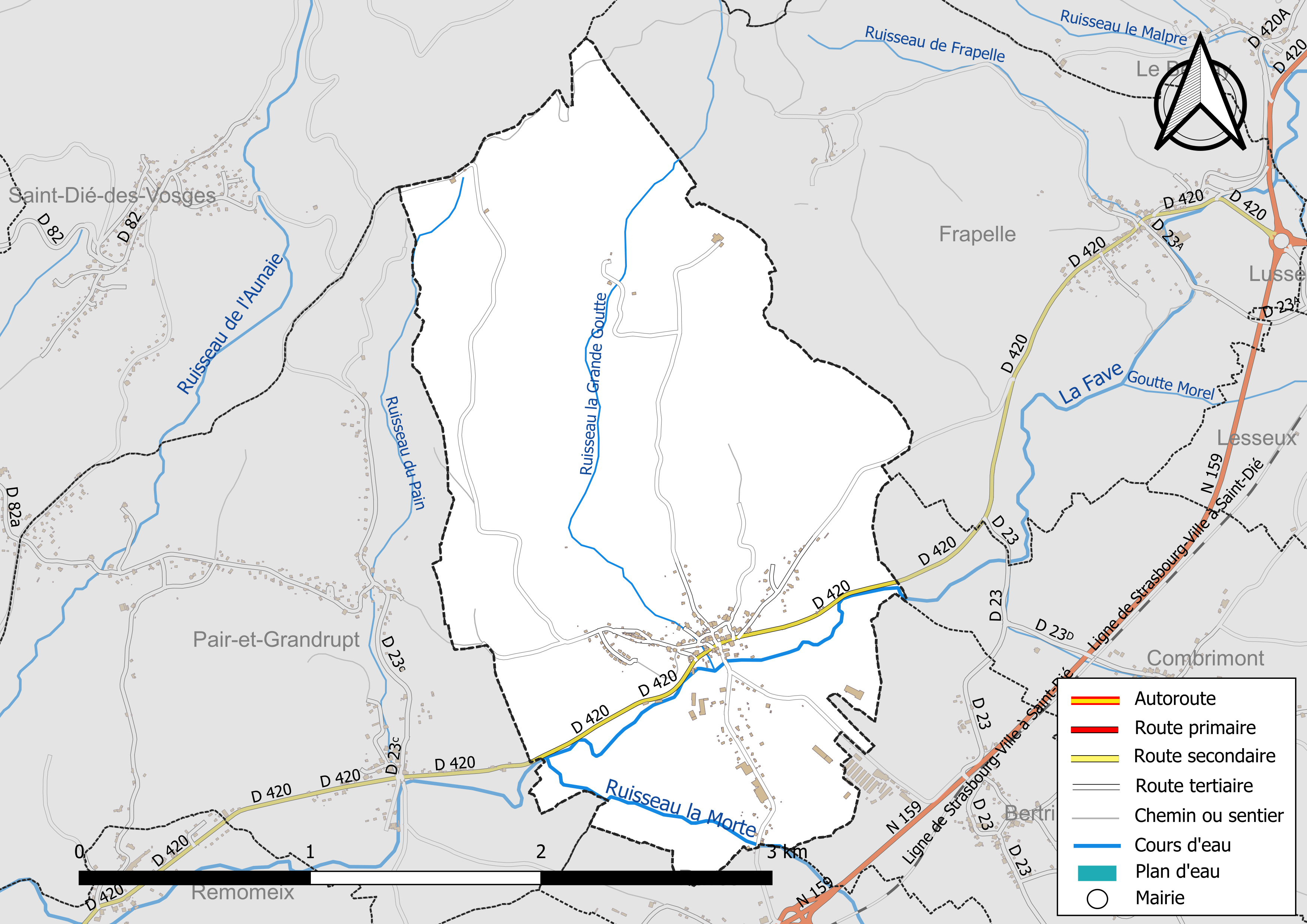
Réseaux hydrographique et routier de Neuvillers-sur-Fave.

La qualité des eaux de baignade et des cours d’eau peut être consultée sur un site dédié géré par les agences de l’eau et l’Agence française pour la biodiversité.

### Climat
Pour des articles plus généraux, voir Climat du Grand Est et Climat des Vosges.
En 2010, le climat de la commune est de type climat des marges montargnardes, selon une étude du Centre national de la recherche scientifique s'appuyant sur une série de données couvrant la période 1971-2000. En 2020, Météo-France publie une typologie des climats de la France métropolitaine dans laquelle la commune est exposée à un climat semi-continental et est dans la région climatique  Vosges, caractérisée par une pluviométrie très élevée (1 500 à 2 000 mm/an) en toutes saisons et un hiver rude (moins de 1 °C). 
Pour la période 1971-2000, la température annuelle moyenne est de 9,5 °C, avec une amplitude thermique annuelle de 17,2 °C. Le cumul annuel moyen de précipitations est de 1 114 mm, avec 12 jours de précipitations en janvier et 10,6 jours en juillet. Pour la période 1991-2020, la température moyenne annuelle observée sur la station météorologique de Météo-France la plus proche, « Ban-de-Sapt », sur la commune de Ban-de-Sapt à 7 km à vol d'oiseau, est de 10,3 °C et le cumul annuel moyen de précipitations est de 1 027,3 mm. 
La température maximale relevée sur cette station est de 36,9 °C, atteinte le 7 août 2015 ; la température minimale est de −17 °C, atteinte le 19 décembre 2009,,. 
Les paramètres climatiques de la commune ont été estimés pour le milieu du siècle (2041-2070) selon différents scénarios d'émission de gaz à effet de serre à partir des nouvelles projections climatiques de référence DRIAS-2020. Ils sont consultables sur un site dédié publié par Météo-France en novembre 2022.

## Urbanisme

### Typologie
Au 1er janvier 2024, Neuvillers-sur-Fave est catégorisée commune rurale à habitat dispersé, selon la nouvelle grille communale de densité à sept niveaux définie par l'Insee en 2022.
Elle appartient à l'unité urbaine de Ban-de-Laveline, une agglomération intra-départementale regroupant six  communes, dont elle est une commune de la banlieue,,. Par ailleurs la commune fait partie de l'aire d'attraction de Saint-Dié-des-Vosges, dont elle est une commune de la couronne,. Cette aire, qui regroupe 47 communes, est catégorisée dans les aires de 50 000 à moins de 200 000 habitants,.

### Occupation des sols
L'occupation des sols de la commune, telle qu'elle ressort de la base de données européenne d’occupation biophysique des sols Corine Land Cover (CLC), est marquée par l'importance des forêts et milieux semi-naturels (52,9 % en 2018), une proportion identique à celle de 1990 (52,9 %). La répartition détaillée en 2018 est la suivante : 
forêts (47,4 %), prairies (36,2 %), zones urbanisées (6,8 %), milieux à végétation arbustive et/ou herbacée (5,5 %), zones agricoles hétérogènes (4,1 %). L'évolution de l’occupation des sols de la commune et de ses infrastructures peut être observée sur les différentes représentations cartographiques du territoire : la carte de Cassini (XVIIIe siècle), la carte d'état-major (1820-1866) et les cartes ou photos aériennes de l'IGN pour la période actuelle (1950 à aujourd'hui).

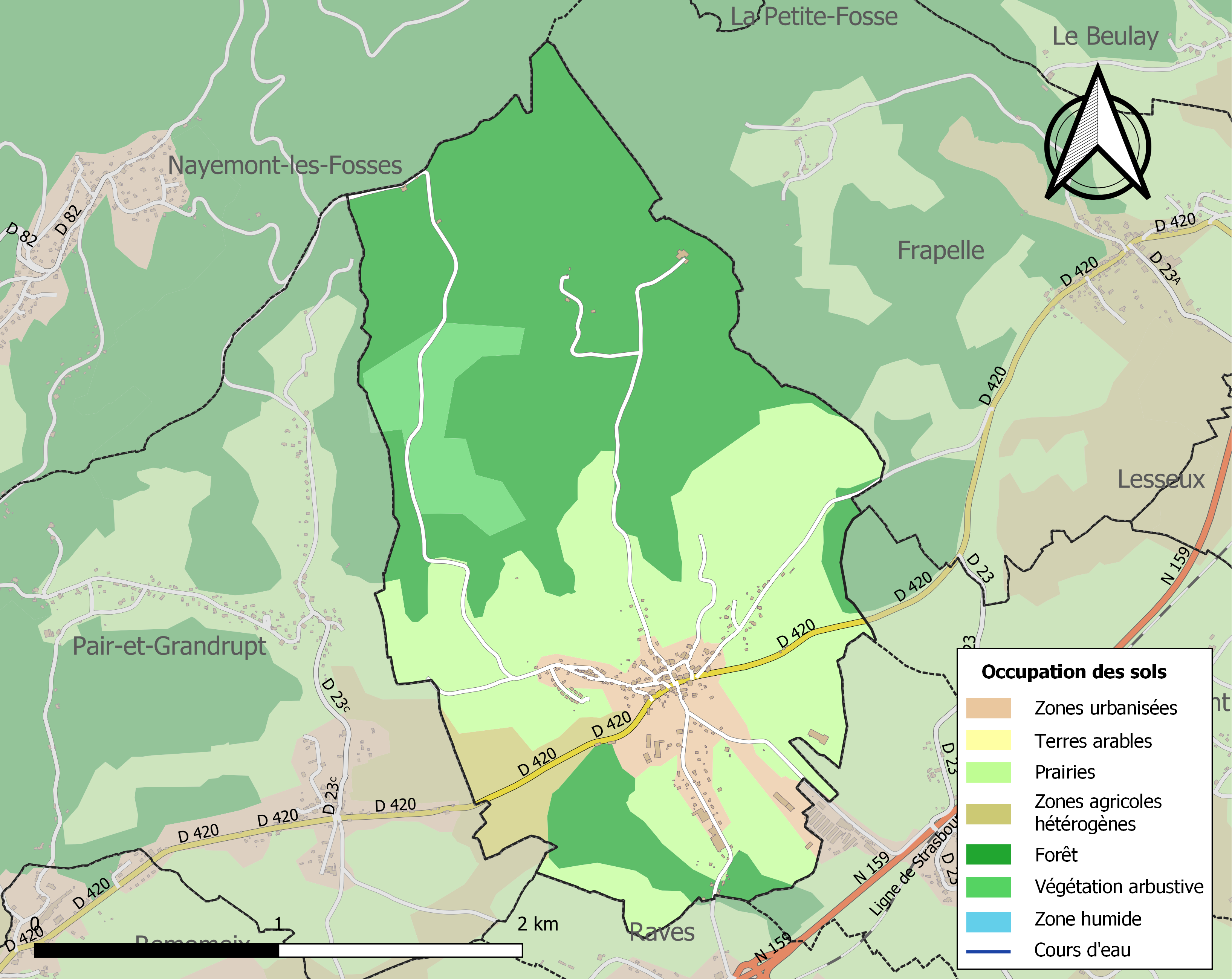
Carte des infrastructures et de l'occupation des sols de la commune en 2018 (CLC).

### Voies de communications et transports

#### Voies routières
- D420 vers Vanifosse 1,5 km et Frapelle 2,7 km[20].
- D23 vers Bertrimoutier 1,5 km.

#### Transports en commun
- Fluo Grand Est.

#### Lignes SNCF
- Gare de Raves - Ban-de-Laveline
- Gare de Saint-Dié-des-Vosges

## Toponymie
Le nom de la localité est attesté sous les formes Nuevilé (1292) ; Nuefviller (1311) ; Neufviller (1339) ; Nuef Villeir (1345) ; Nuevileir (1380) ; Nuefvilley (1537) ; Neuviller (1656) ; Neuvillers (XVIIIe siècle).

La Fave est une rivière française du Grand Est qui coule dans le département des Vosges.

## Histoire
En 1790, la paroisse de Bertrimoutier, qui regroupait les bourgs de Combrimont, Bonipaire, Layegoutte, Lesseux, Frapelle, Neuvillers, Pair, Grandrupt et Raves, était déjà appelée la Grande Paroisse. En 1848, les hameaux de Bonipaire et de Layegoutte ont été rattachés à cette commune. 
Les villages de la vallée de la Faxe ont été particulièrement touchés durant la guerre 1914-1918. Neuvillers-sur-Fave, Chatas et Le Beulay étaient situés dans la zone de combat fréquemment bombardée.
Le 02 août 1914 intervention du 21e corps d'armée, 86e brigade d'infanterie (colonel Olleris).
La commune a été décorée le 03 janvier 1921 de la croix de guerre 1914-1918.

## Politique et administration

### Liste des maires
| Période                                  | Période                   | Identité                    | Étiquette | Qualité                |
| ---------------------------------------- | ------------------------- | --------------------------- | --------- | ---------------------- |
| Les données manquantes sont à compléter. |                           |                             |           |                        |
| juin 1989                                | mars 2008                 | Maurice Lalevée (1932-2018) |           | Débardeur              |
| mars 2008                                | En cours (au 5 août 2018) | Daniel Tisserand (°1946)    |           | Fonctionnaire retraité |

### Budget et fiscalité 2022
En 2022, le budget de la commune était constitué ainsi :
- total des produits de fonctionnement : 259 000 €, soit 723 € par habitant ;
- total des charges de fonctionnement : 198 000 €, soit 552 € par habitant ;
- total des ressources d'investissement : 28 000 €, soit 79 € par habitant ;
- total des emplois d'investissement : 19 000 €, soit 53 € par habitant ;
- endettement : 87 000 €, soit 243 € par habitant.

Avec les taux de fiscalité suivants :
- taxe d'habitation : 18,49 % ;
- taxe foncière sur les propriétés bâties : 34,93 % ;
- taxe foncière sur les propriétés non bâties : 15,25 % ;
- taxe additionnelle à la taxe foncière sur les propriétés non bâties : 0,00 % ;
- cotisation foncière des entreprises : 0,00 %.

Chiffres clés Revenus et pauvreté des ménages en 2021 : médiane en 2021 du revenu disponible, par unité de consommation : 24 560 €.

### Intercommunalité
Commune membre de la Communauté d'agglomération de Saint-Dié-des-Vosges.

## Économie

### Entreprises et commerces

#### Agriculture
- Sylviculture et autres activités forestières.
- Élevage de chevaux et d'autres équidés.
- Élevage d'autres bovins et de buffles.
- Élevage d'autres animaux.

#### Tourisme
- Hébergements et restauration à Provenchères-sur-Fave, La Croix-aux-Mines, Denipaire, Anould, Senones, La Voivre.

#### Commerces
- Commerces et services de proximité.

## Jumelages
Neuvillers (Belgique) depuis 1986, village inclus dans la commune de Libramont-Chevigny.

## Population et société

### Démographie

#### Évolution démographique
L'évolution du nombre d'habitants est connue à travers les recensements de la population effectués dans la commune depuis 1793. Pour les communes de moins de 10 000 habitants, une enquête de recensement portant sur toute la population est réalisée tous les cinq ans, les populations de référence des années intermédiaires étant quant à elles estimées par interpolation ou extrapolation. Pour la commune, le premier recensement exhaustif entrant dans le cadre du nouveau dispositif a été réalisé en 2005.

En 2022, la commune comptait 357 habitants, en évolution de +5 % par rapport à 2016 (Vosges : −2,96 %, France hors Mayotte : +2,11 %).
| 1793 | 1800 | 1806 | 1821 | 1831 | 1836 | 1841 | 1846 | 1856 |
| ---- | ---- | ---- | ---- | ---- | ---- | ---- | ---- | ---- |
| 318  | 326  | 274  | 339  | 345  | 381  | 372  | 401  | 380  |

| 1861 | 1866 | 1876 | 1881 | 1886 | 1891 | 1896 | 1901 | 1906 |
| ---- | ---- | ---- | ---- | ---- | ---- | ---- | ---- | ---- |
| 386  | 368  | 343  | 351  | 338  | 335  | 303  | 276  | 265  |

| 1911 | 1921 | 1926 | 1931 | 1936 | 1946 | 1954 | 1962 | 1968 |
| ---- | ---- | ---- | ---- | ---- | ---- | ---- | ---- | ---- |
| 294  | 207  | 216  | 286  | 239  | 226  | 226  | 218  | 201  |

| 1975 | 1982 | 1990 | 1999 | 2005 | 2006 | 2010 | 2015 | 2020 |
| ---- | ---- | ---- | ---- | ---- | ---- | ---- | ---- | ---- |
| 229  | 262  | 276  | 254  | 281  | 290  | 337  | 343  | 354  |

| 2022 | - | - | - | - | - | - | - | - |
| ---- | - | - | - | - | - | - | - | - |
| 357  | - | - | - | - | - | - | - | - |

### Enseignement
Établissements d'enseignements :
- Écoles maternelles et primaires à Raves, Nayemont-les-Fosses, Coinches, Provenchères-et-Colroy, Sainte-Marguerite.
- Collèges à Provenchères-et-Colroy, Saint-Dié-des-Vosges.
- Lycées à Saint-Dié-des-Vosges.

### Santé
Professionnels et établissements de santé :
- Médecins à Le Beulay, Ban-de-Laveline, Provenchères-sur-Fave, Saulcy-sur-Meurthe.
- Pharmacies à Ban-de-Laveline, Provenchères-sur-Fave, Saulcy-sur-Meurthe, Saales.
- Hôpitaux à Fraize, Senones, Gerbépal Sainte-Marie-aux-Mines, Le Bonhomme.

### Cultes
- Culte catholique, Paroisse La-Sainte-Trinité[35], Diocèse de Saint-Dié.

## Lieux et monuments

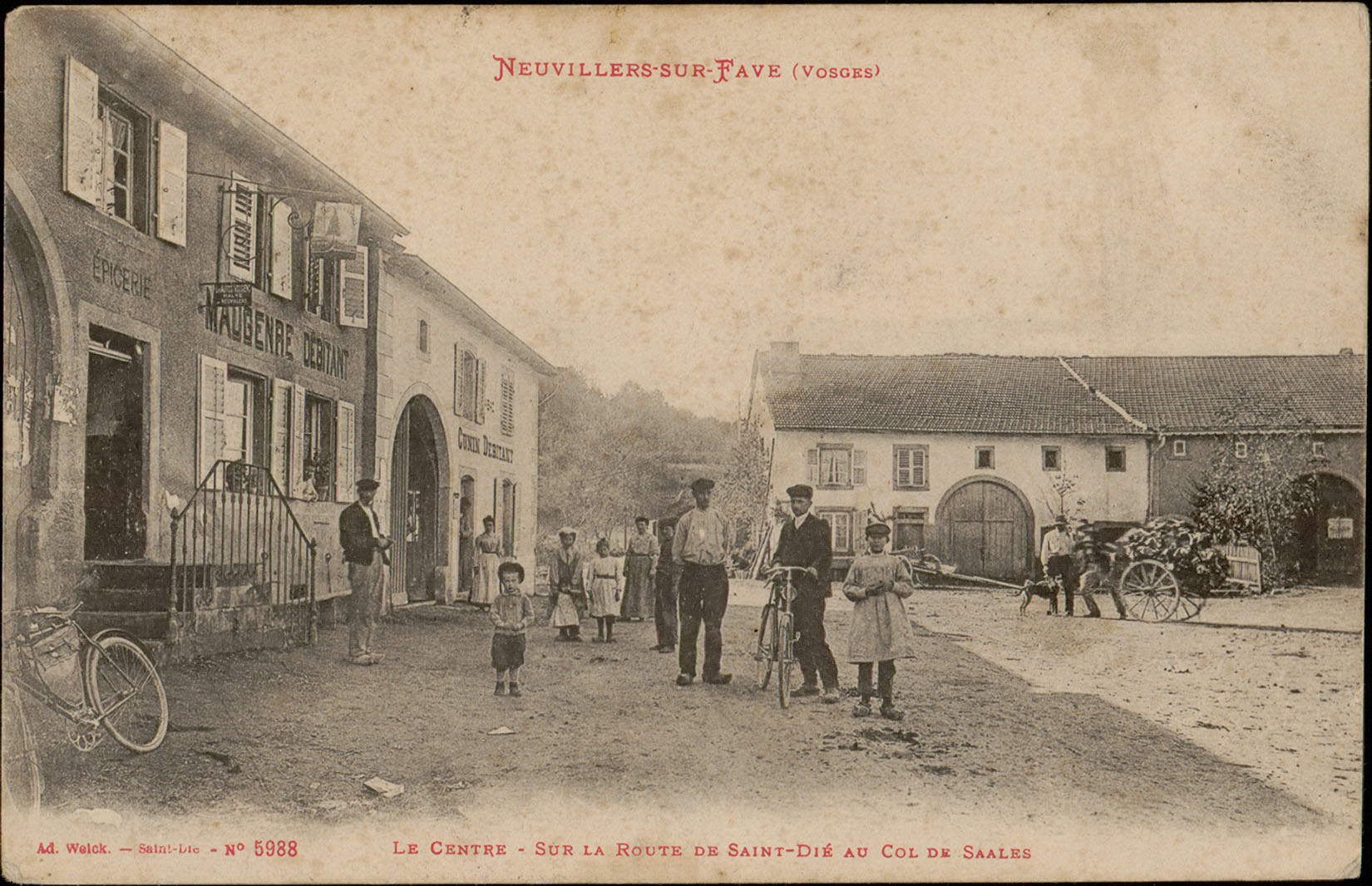
Vue historique du centre (carte postale Adolphe Weick).
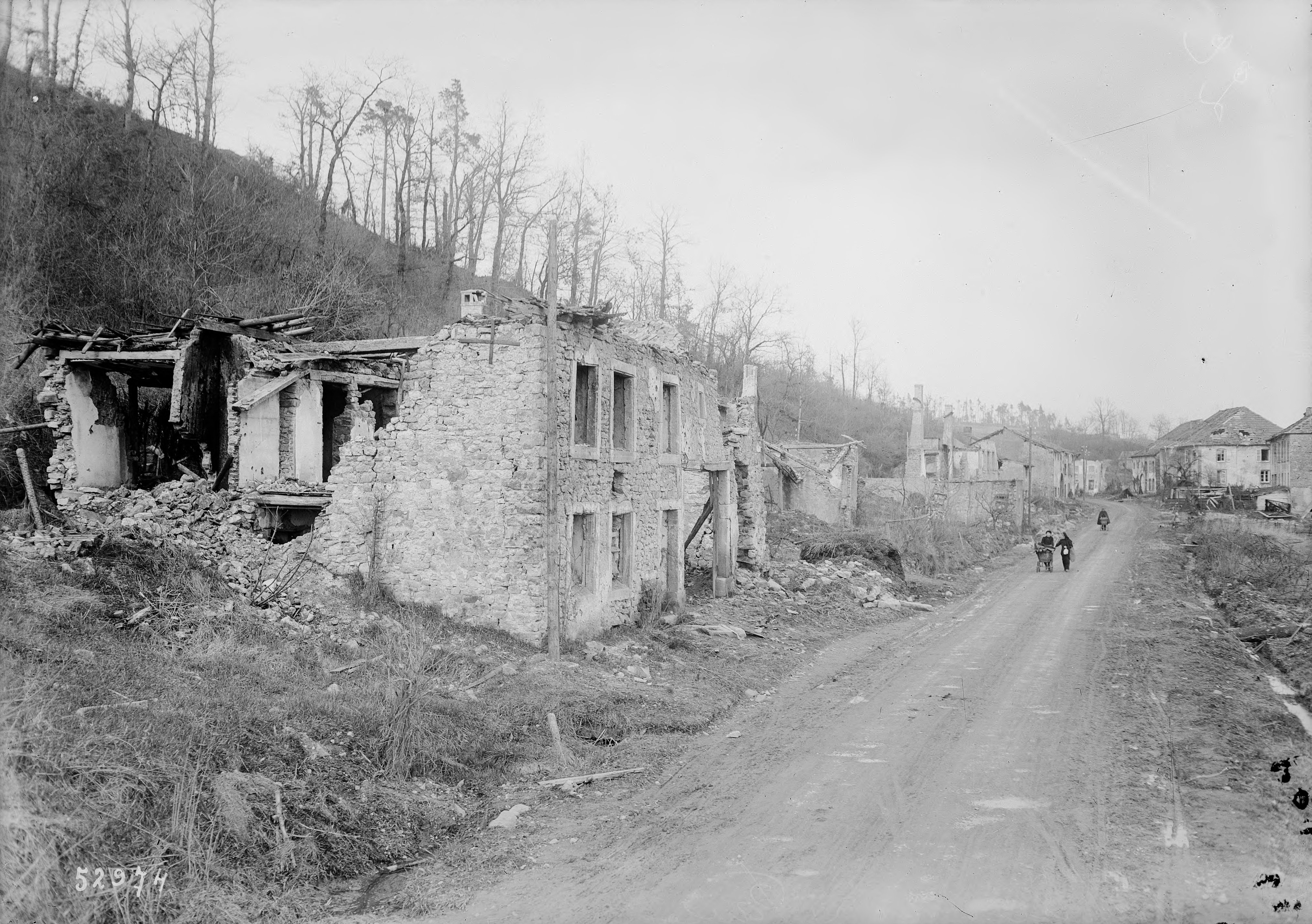
Neuvillers-sur-Fave après-guerre, en 1919.
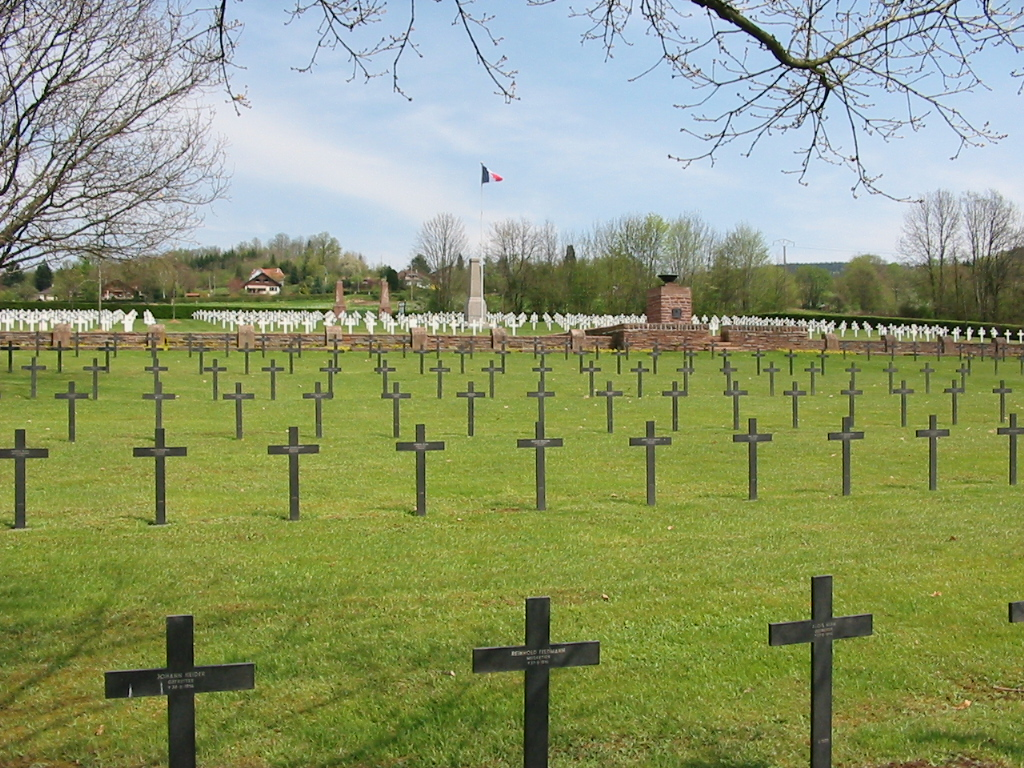
La nécropole franco-allemande de Bertrimoutier.

- Neuvillers-sur-Fave est une commune sans église.
- Cimetière militaire franco-allemand de Bertrimoutier, Nécropole nationale[36].
- Les rivières aménagées[37],[38].
- Patrimoine architectural rural recensé par le service de l'Inventaire général du patrimoine culturel : Maisons et fermes[39],[40].
- Six fontaines alimentées par le réseau de la source du lieu-dit "Bruxulles"[41].

## Pour approfondir